# NTTデータフロンティア
株式会社エヌ・ティ・ティ・データ・フロンティア（NTTデータ・フロンティア、英: NTT DATA FRONTIER CORPORATION）は、東京都港区に本社を置く、NTTデータグループの金融系システムインテグレーター。

## 概要
NTTデータグループの金融系システム開発および電子記録債権管理ソリューション、クレジット系システムに強みを持つ。
2014年時点では売上構成比率の95%をゆうちょ銀行が占めていたが、2020年にはゆうちょの売上構成比率は38%に低下。他の金融機関や法人・公共の売上構成比率が増加した。

## 沿革
- 1991年（平成3年）- 日本ネットワーク開発株式会社（J-NET）設立
- 1997年（平成9年）- 株式会社NTTデータクオリティ設立
- 2003年（平成15年）- NTTデータクオリティとJ-NETが合併し、株式会社NTTデータフロンティアへ商号変更
- 2007年（平成19年） - ISMS（ISO 27001）登録